# تی‌وی‌آر توسکان (۱۹۶۷)
تی‌وی‌آر توسکان (۱۹۶۷) (TVR Tuscan (۱۹۶۷)) خودرویی است که در سال‌های ۱۹۶۷–۱۹۷۱در انگلند تولید شده‌است.
این خودرو در کلاس خودرو اسپورت قرار گرفته، طراحی آن خودروهای موتور جلو-محور عقب بوده است.